# Ceratophygadeuon provancheri
Ceratophygadeuon provancheri är en stekelart som först beskrevs av Walkley 1958.  Ceratophygadeuon provancheri ingår i släktet Ceratophygadeuon och familjen brokparasitsteklar. Inga underarter finns listade i Catalogue of Life.